# Catherine Shan
Catherine Shan, née Catherine N’Diaye le 23 septembre 1952 à Baccarat et morte le 11 septembre 2018 à Paris, est une journaliste, femme de lettres, scénariste et réalisatrice française.

## Biographie
Née à Baccarat en 1952, fille d’une mère française et d’un père sénégalais, elle passe son enfance au Sénégal, au Niger, en Haute-Volta (actuel Burkina-Faso), au Congo, à Madagascar puis revient en France. De 1975 à 1981, elle est professeur de philosophie.De 1982 à 1983, elle travaille auprès du directeur général de UNESCO. Elle est ensuite journaliste, travaillant avec le groupe Jeune Afrique, pour le magazine Géo, pour Radio Nederland Wereldomroep et en tant que freelance, tout en se consacrant à l'écriture.
Gens de sable, publié en 1984, est un récit décrivant la vie au Sénégal en 33 tableaux, en fait  un récit sur cette double culture qui est la sienne. Le roman Sa vie africaine, publié en 2007, revient sur le même thème avec un angle différent.  Il est consacré à une femme qui cherche à comprendre sa mère autant que sa différence. C’est le portrait de cette mère qui épousa un Africain, et pour laquelle le retour en France fut un exil. Entre les deux, La vie à deux est une œuvre racontant la vie d’un couple, jusqu'à la rupture, et où elle emprunte la voix de l’homme, le narrateur.
Dans les années 1990, elle se consacre également à l’écriture cinématographique, tout d’abord comme scénariste. Puis, en 1998 et 2005, elle  réalise des films sur la danse et plus particulièrement les œuvres de la chorégraphe américaine installée en France, Susan Buirge. Son dernier manuscrit est un essai sur le ruban intitulé Le Roman du Ruban édité en janvier 2024.

## Principales publications
- 1984 :  Gens de sable, récit, POL.
- 1987 :  La coquetterie ou la passion du détail, essai , Autrement.
- 1993 :  La gourmandise. Délices d'un pêché , ouvrage dont elle dirige la constitution, Autrement.
- 1998 :  La vie à deux, roman, Baland[6],[4].
- 2007 : Sa vie africaine, roman, Gallimard[3],[7].
- 2024 : Le roman du ruban, La Bibliothèque

## Filmographie
- 1994 :  Un dimanche à Paris, long-métrage, scénariste (réalisation Hervé Duhamel).
- 1996 :  Emmanuel Bove (1996), co-scénariste (avec Jean-Luc Bitton).
- 1998 :  Le cycle des saisons , réalisatrice, d'après une chorégraphie de Susan Buirge[8],[9].
- 2005 : L'atelier de Susan, réalisatrice, documentaire.
- 2005 : L'œil de la forêt (2005), réalisatrice, d'après une chorégraphie de Susan Buirge.